# 坪井正五郎
坪井 正五郎（つぼい しょうごろう、文久3年1月5日（1863年2月22日） - 大正2年（1913年）5月26日）は、日本の自然人類学者。日本初の人類学者として、日本における考古学・人類学の普及と確立に尽力した。坪井信道の孫で、坪井信良の子。

## 経歴
蘭方医・坪井信道の孫として江戸の両国矢之倉（現・東日本橋）に生まれた（父は信道の女婿、幕府奥医師坪井信良である）。1877年大学予備門に入り、1886年帝国大学理科大学動物学科卒業。同年、東京人類学会を結成。帝国大学大学院に進学し人類学を専攻、修了後の1888年帝国大学理科大学助手。翌年より3年間イギリスに留学し、1892年10月帰国し帝国大学理科大学教授。遠縁にあたる民間の研究家・林若樹がこの頃から助手として出入りする。同年蘭学者箕作秋坪の長女・直子と結婚。1899年理学博士の学位を授与された。
日本の人類学の先駆者であり、アイヌ民族の伝承に出てくるコロボックルに関する論争に加わり実在説を擁護、日本石器時代人＝コロポックル説を主張したことで知られている。
1903年の第5回内国勧業博覧会では学術人類館に協力した（詳しくは人類館事件を参照）。1913年、第5回万国学士院大会出席のため滞在していたロシア・サンクトペテルブルクで、急性穿孔性腹膜炎のため客死。墓所は染井霊園。
人類学の創始者として鳥居龍蔵などを育てる。柳田国男と南方熊楠を結びつけ、また、三越のブレーン「流行会」メンバーとして玩具の開発でも功績を残した。

## 著書

### 単著
- 『工商技芸看板考』哲学書院、1887年10月。 NCID BN13918876。全国書誌番号:55008659。
- 『日本旧土人コロボックル石斧ヲ研キ獣肉ヲ煮ル図』真誠堂、1893年10月。全国書誌番号:40011241。
- 『重ね撮り写真の術を利用したる観相法』東洋学芸社、1894年11月。全国書誌番号:40005073。
- 『埴輪考 附・土偶土馬模型説明』東洋社』東洋社、1901年7月。全国書誌番号:40013037。
- 『人類談 学芸叢話』開成館、1902年10月。 NCID BA34000719。全国書誌番号:40055907。
- 『人類学講義』東筑摩交詢会筆記、小松甲子太郎、1902年12月。 NCID BA79332041。全国書誌番号:58008754。
- 東京高等師範学校地理歴史会 編『人類学講義』国光社、1905年9月。 NCID BA43831855。全国書誌番号:40055903。
- 『人類学講話』早稲田大学出版部〈早稲田通俗講話 第11編〉、1907年6月。 NCID BN03517879。全国書誌番号:40055904。
- 『婦人と小児』隆文館〈人類学的攻究叢書 第1編〉、1907年4月。 NCID BA5710923X。全国書誌番号:40055920。
  - 『婦人と小児・婦人と小児』久山社〈日本〈子どもの歴史〉叢書 13〉、1997年9月。ISBN 9784906563425。 NCID BA3245476X。全国書誌番号:98053941。
- 『人類学叢話』博文館〈学芸叢書 1〉、1907年2月。 NCID BN08859086。全国書誌番号:58008041。
- 『うしのよだれ 自然滑稽』三教書院、1909年11月。 NCID BA52982148。全国書誌番号:41017303。
  - 『うしのよだれ』国書刊行会〈知の自由人叢書〉、2005年9月。ISBN 9784336047144。 NCID BA73684997。全国書誌番号:20901864。

### 編集
- 『じんるいがくのともじんるいがくくわいよりあひのかきとめ 1-7』東京人類学会〈人類学叢刊 甲 人類学 第1冊〉、1940年6月。 NCID BA40213157。全国書誌番号:63009998。

### 共編
- 坪井正五郎・沼田頼輔 編『世界風俗写真帖』 第1集、東洋社、1901年11月。 NCID BN15436945。全国書誌番号:40011213。
- 坪井正五郎・織戸正満 編『世界昔噺集』 第1編（西蔵の昔噺）、積文社、1911年12月。全国書誌番号:41018152。

### 校閲
- ラング・カーベル 著、関澄蔵 訳『人類及人種』大橋新太郎、1896年5月。 NCID BN04835541。全国書誌番号:40055898。
- 八木奘三郎『日本考古学』 上編、小林新兵衛、1898年6月。 NCID BN08144291。全国書誌番号:40012644。
- 八木奘三郎『日本考古学』 後編、小林新兵衛、1899年1月。 NCID BN08144291。全国書誌番号:40012644。
  - 八木奘三郎『日本考古学』 上編（訂正再版）、小林新兵衛。 NCID BN08144407。全国書誌番号:40012644。
  - 八木奘三郎『日本考古学』 後編（訂正再版）、小林新兵衛。 NCID BN08144407。全国書誌番号:40012644。
  - 八木奘三郎『日本考古学』（合本増訂4版）嵩山房、1902年5月。 NCID BN08144440。全国書誌番号:40012645。
- 鳥居龍蔵 著、大野雲外 編『人種地図』嵩山房、1902年11月。全国書誌番号:40055895。
- 八木奘三郎『普通人類学』博文館〈帝国百科全書 第139編〉、1905年12月。 NCID BN13769255。全国書誌番号:40055921。

### 著作集
- 斎藤忠 編『坪井正五郎集』 上、築地書館〈日本考古学選集 2〉、1971年7月。 NCID BN02039035。全国書誌番号:73013606。
- 斎藤忠 編『坪井正五郎集』 下、築地書館〈日本考古学選集 3〉、1972年1月。 NCID BN02039035。全国書誌番号:73013607。
- 『坪井正五郎・E.S.モールスほか』クレス出版〈日本の人類学文献選集 近代篇 第1巻〉、2005年10月。ISBN 9784877332921。 NCID BA7407187X。全国書誌番号:20941648。

## 栄典
位階
- 1900年（明治33年）2月20日 - 従五位[11]
- 1902年（明治35年）12月17日  - 正五位[12]
- 1908年（明治41年）2月21日 - 従四位[13]

勲章
- 1904年（明治37年）12月27日 - 勲四等瑞宝章[14]

## 家族
妻の直子は箕作阮甫の孫娘で、義兄に箕作佳吉、菊池大麓らがいる。正五郎は坪井信道の孫で、信道は岐阜中納言織田秀信の5世先の孫、織田信長の7世先の孫と伝わる。
正五郎・直子夫妻は2男2女をもうけた。地質学者・鉱物学者・岩石学者の坪井誠太郎は長男、地球物理学者の坪井忠二は次男。長男の岳父に平山信、二男の岳父に島薗順次郎。また、長女・春は西田正三に、次女・菊は佐谷台二に嫁いだ。物理化学者の坪井正道は正五郎の嫡孫（誠太郎の長男）。遠縁に坪井九馬三がいる。